# Masdevallia caudata
Masdevallia caudata là một loài lan đặc hữu của easternmost Colombia và adjacent Venezuela.

## Hình ảnh

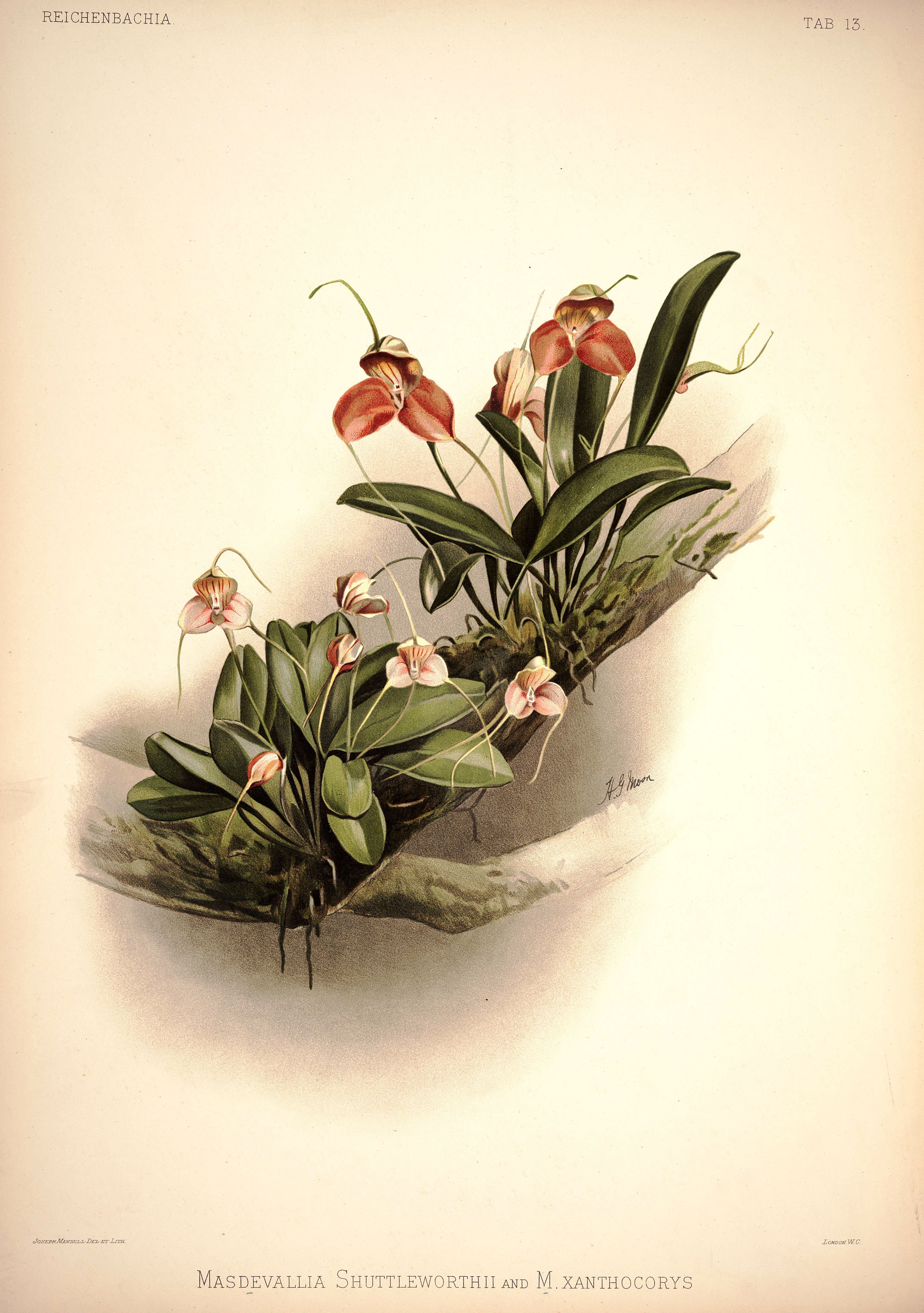
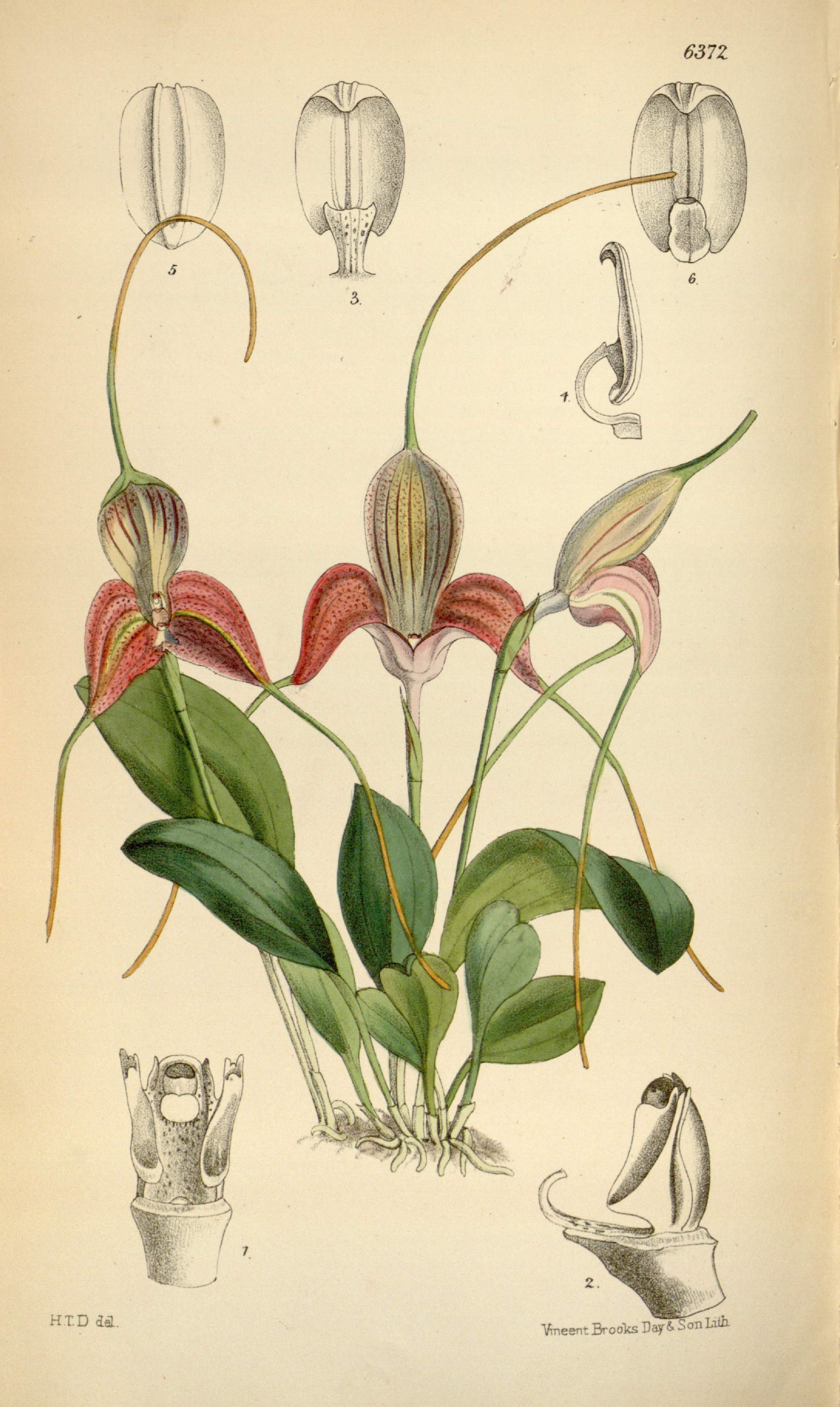
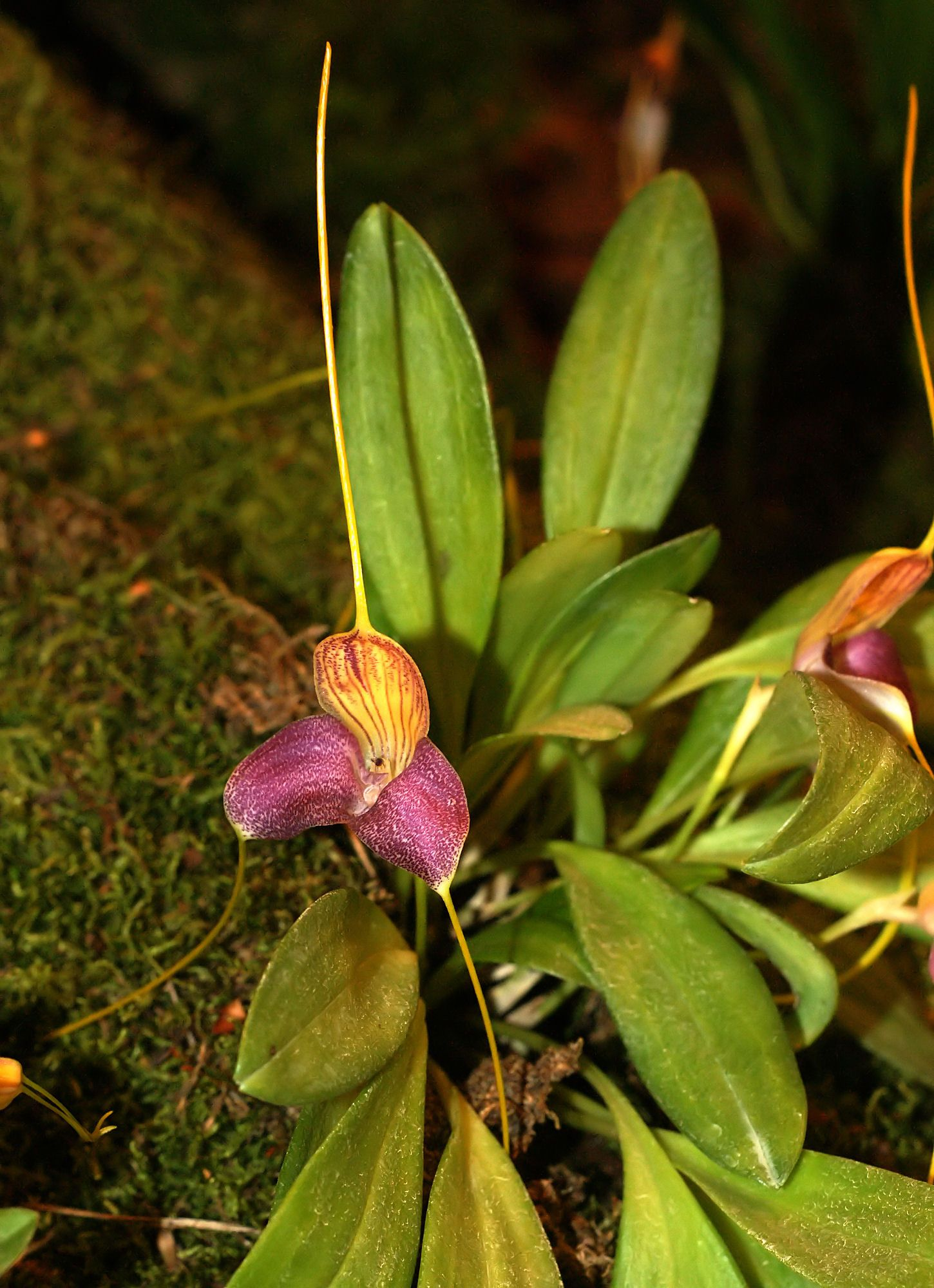
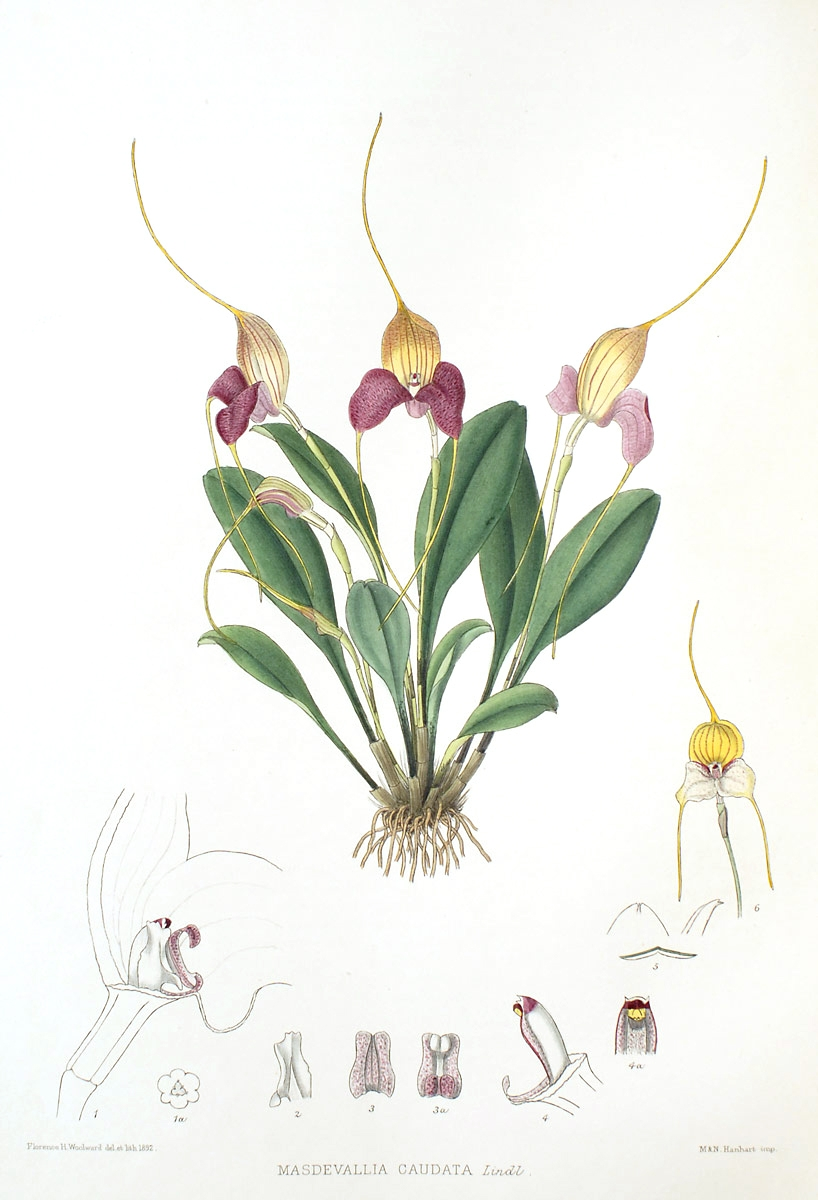